# 德比島
德比島（英語：Derby Island），是南極洲的島嶼，位於阿黛利地，處於巴斯德島西南面1公里，屬於迪穆蘭群島的一部分，由美國海軍拍攝空中照片，現時由南極條約體系管理。